# Pedro Ignacio Urrejola
Pedro Ignacio Urrejola Manzor fue un político y funcionario santiagueño que adhirió a la Revolución de mayo de 1810.

## Biografía
Nació en Santiago del Estero, hijo de Fernando de Urréjola Peñaloza.
En 1809 casó con Josefa Ignacia Gorostiaga. Ese año fue elegido alcalde de 1° voto y en el año de 1810 integró el cabildo y se desempeñó como síndico procurador de la ciudad.
Al conocerse las novedades de la revolución de mayo, asistió a la reunión del cabildo santiagueño que el 25 de junio trató la adhesión a la primera Junta, resolviéndose dejar para otra oportunidad el pronunciamiento sobre el movimiento.
Concurrió a las reuniones del 30 de junio en la que se acordó nombrar un diputado y a la del 2 de julio en la que se eligió para ese puesto al brigadier Juan José Lami.
Intervino también en la reunión del 16 de agosto en la que se resolvió utilizar los fondos reunidos para la contribución patriótica a España, destinada a la guerra contra Napoleón Bonaparte, para las necesidades del ejército patriota.
Participó también en las sesiones del 31 de agosto en la que Albariños pidió nuevos donativos destinados al ejército patriota y del 6 de septiembre en la que se adoptaron disposiciones para la mejor marcha del ejército en la Noria y Vinará.
Se encuentran nuevas referencias a su persona en las actas del 11 de julio de 1817 en que la asamblea declaró segundo patrono de la ciudad a San Gregorio Traumaturgo, y en una comisión dispuesta en 1818 por el gobierno de la provincia de Santiago del Estero para una mensura de tierras pertenecientes a la provincia de Córdoba en su jurisdicción.